# Siouguluan
Il monte Siouguluan (caratteri cinesi: 秀姑巒山; pinyin: Xiuguluan), chiamato anche Hsiukuluanshan è una montagna di Taiwan, situata nel parco nazionale Yushan ad un'altezza di 3.860m sul livello del mare.
Si erge nella contea di Hualien, e da esso sorge il fiume Shiukuluan dallo stesso nome e gli affluenti di quest'ultimo, Fuyuan, Fengping e Lekuleku, che scorrono tutti vicino al bacino del fiume principale e nella contea di Hualien.